# Александр Ровт
Александр Ровт (англ. Alexander Rovt, уроджений Шандор Рот, угор. Róth Sándor; 23 липня 1952, Мукачеве) — американський підприємець, мільярдер, власник низки великих підприємств у галузі хімічної промисловості. Почесний консул України у м. Сегед в Угорщині.

## Біографія
Народився в місті Мукачеві в сім'ї службовця єврейського походження. У 1959 році пішов у перший клас середньої школи № 1, а з 1965 року навчався в середній школі № 5, яку закінчив на відмінно. Вступив до Львівського торгово-економічного інституту, який закінчив у 1973 році і переїхав до Угорщини на постійне місце проживання. З посади різнороба у магазині пройшов шлях до начальника головного управління збуту плодово-овочевої продукції Угорщини.
У 1985 році емігрував з Угорщини до США, де проживає і нині. Деякий час працював у фірмі «Мілмард», у ювелірній фірмі, потім відкрив власний ресторан. Нині він — президент компанії «IBE Trade Corp» у Нью-Йорку з виробництва й реалізації мінеральних добрив.
У 2008 році став Почесним Генеральним консулом України в Угорщині.
У 2008 році захистив кандидатську дисертацію на тему: «Міжнародний досвід формування інститутів як чинників інноваційного розвитку (можливості імплементації для України)».
Самостійно вивчив угорську, англійську, німецьку, чеську, польську та інші мови. Віддає перевагу документальній та історичній літературі.

## Меценатство у Закарпатті
Прийшов на допомогу потерпілим від повені у Закарпатті. Мукачівській центральній лікарні подарував дві машини швидкої допомоги.
У Чинадійовому організував фабрику з виготовлення паркету, для працівників — санаторій «Солені млаки».
Був одним із спонсорів відкриття міні-пам'ятник Михайлу Стренку в Ужгороді.

## Відзнаки
- Почесний громадянин Мукачева (2002);
- Міжнародна премія в галузі благодійництва та меценатства «Людина року — 2004».[11]
- Кавалер Золотого хреста Заслуг (Угорщина);
- Почесна грамота Верховної Ради України (2005);
- орден «За заслуги» III ступеня (18 липня 2007) — за вагомий особистий внесок у зміцнення економічних зв'язків між Україною та Сполученими Штатами Америки[12];
- орден «За заслуги» II ступеня (22 квітня 2009) — за вагомий особистий внесок у розвиток українсько-угорського співробітництва у гуманітарній та економічній сфері[13];
- орден «За заслуги» І ступеня (27 червня 2012) — за значний особистий внесок у державне будівництво, соціально-економічний, науково-технічний, культурно-освітній розвиток України, вагомі трудові здобутки та високий професіоналізм[14];
- орден князя Ярослава Мудрого V ступеня (22 серпня 2016) — за вагомий особистий внесок у зміцнення міжнародного авторитету Української держави, популяризацію її історичної спадщини і сучасних надбань та з нагоди 25-ї річниці незалежності України[15];
- орден князя Ярослава Мудрого IV ступеня (23 серпня 2019) — за вагомий особистий внесок у зміцнення міжнародного авторитету України, розвиток міждержавного співробітництва, плідну громадську діяльність[16];